# RADWIMPS
RADWIMPS（ラッドウィンプス）は、日本のロックバンド。
所属事務所は有限会社ボクチン（英語: voque ting、所属はRADWIMPSのみ）。所属レコード会社はユニバーサルミュージック。レーベルはEMI Records / Muzinto Records。略称は「RAD（ラッド）」。バンド名は、「すごい」「強い」「いかした」という意味の軽いアメリカ英語の俗語「rad」と、「弱虫」「意気地なし」という意味の「wimp」を組み合わせた造語であり、「かっこいい弱虫」「見事な意気地なし」といった意味である。

## 経歴

### 2001年 - 2004年: バンド結成からメジャーデビューまで
2001年、野田がバンド活動をしている友人からギターを聞きたいと言われ、ギターを弾いて聞かせたところ、友人はそれを密かに携帯電話で録音していた。その音源を聴いた桑原が野田に惚れ込み、野田をバンドに誘ったことからRADWIMPSが結成された。
2002年2月5日、RADWIMPSとしての初のライブを関内B.B.STREETで行う。8月27日、YOKOHAMA HIGHSCHOOL MUSIC FESTIVAL 2002に桑原が締め切り前日に勝手に応募し出場。「もしも」でグランプリを獲得。同年の大会に山口、翌年の大会に武田が別のバンドで出場した。
2003年3月、FM世田谷が主催する高校生文化祭・青二祭出演。当初予定していたバンドの出演キャンセルにより、本番10日前に急遽出演が決まった。5月3日、1万枚限定で1stシングル『もしも』（100円）を販売し、即完売となる。7月1日には1stアルバム『RADWIMPS』発売。8月28日、YOKOHAMA HIGHSCHOOL MUSIC FESTIVAL 2003にてゲストライブを行う。同月、野田の受験を理由に活動休止。
翌年3月に野田が大学合格。バンド活動の再開に伴いメンバーをチェンジし、武田と山口が加わり現在の形に至る。
7月18日、バンド初のツアー開始。ファイナルは9月3日横浜CLUB24ワンマン。同公演では、未発表曲「夏の太陽」が披露されたが、2024年現在でも未発表曲のままとなっている。
7月22日に2ndシングル『祈跡』を発売する。
2005年3月8日に、2枚目となるアルバム『RADWIMPS 2 〜発展途上〜』を発売。3月19日からライブツアー「はるなっTOUR」を開始。
4月から2006年3月まで、FM横浜で「RADWIMPSの金9!」という2時間枠のアーティスト番組を担当する。また、ZIP-FMで「HEAT PHONICS Feat.RADWIMPS」というアーティスト番組を担当する。
5月25日には、バンド初の両A面となる3rdシングル『へっくしゅん/愛し』を発売。9月3日、「はるなっTOUR」ファイナルの、横浜BLITZ公演にてメジャーデビューを発表し、二か月後の11月23日、4枚目のシングル『25ｺ目の染色体』を発売し、東芝EMIからメジャーデビューを果たした。
2006年1月18日、5thシングル『イーディーピー 〜飛んで火に入る夏の君〜』を発売し、2月15日にはメジャーとして初のアルバムとなる3rdアルバム『RADWIMPS 3〜無人島に持っていき忘れた一枚〜』を発売し、オリコン初登場13位を記録。3月5日から4月9日にかけて、アルバム発のライブツアー「RADWIMPSと行く無人島ツアー2500円? ドリンク代は別途頂きます。」を開催。

### 2006年 - 2008年: 「RADWIMPS 4〜おかずのごはん〜」
2006年5月17日に、6thシングル『ふたりごと』発売。7月16日には、7thシングル『有心論』を発売する。
9月2日からデビュー日である9月3日にかけてライブ「セプテンバーにぃさん」を開催する。バンドにとって横浜BLITZでの初めてのワンマン公演となった。
10月9日からTOKYO FM「SCHOOL OF LOCK!」のウェブサイトにてインターネットラジオ・「RAD LOCKS!」にパーソナリティとして出演を開始する。
11月8日、8thシングル『セツナレンサ』発売。オリコン初登場4位を記録し、シングル・アルバム通じて初のTOP10入りを果たす。12月6日、4枚目のアルバム『RADWIMPS 4〜おかずのごはん〜』発売。オリコン初登場5位を記録。12月25日から29日に、ライブツアー「ソナタと行く冬のツアー」を開催。
2007年2月7日、ミュージッククリップ集『RADWIMPS4.5』を発売。
3月5日から4月8日にかけてライブツアー「TOUR 2007 "春巻き"」を開催。7月11日にはライブDVD『生春巻き』を発売。
3月27日からTOKYO FM「SCHOOL OF LOCK!」にて、毎週火曜日Artist LOCKS!を担当する。この番組は2007年9月をもって一旦終了した。
8月30日、横浜アリーナにてバンド初のアリーナ公演である「セプテンバーまだじゃん。」を開催した。

### 2008年 - 2010年: 「アルトコロニーの定理」
2008年1月23日に、9thシングル『オーダーメイド』発売。この作品で、バンドとして初のオリコン初登場1位を獲得した。
7月31日にはシングル発ライブ「RADWIMPS LIVE 2008 オーダーメイドライブ」を開催。
翌年1月7日、新曲「おしゃかしゃま」「雨音子」の着うたを配信する。同日、5thアルバム『アルトコロニーの定理』を3月11日に発売することを発表した。3月11日、宣言通り5thアルバム『アルトコロニーの定理』を発売。このアルバムでバンド史上最高の初動売上を記録し、オリコン初登場2位を獲得。同日、ASIAN KUNG-FU GENERATIONが番組を休校するのをきっかけにTOKYO FM「SCHOOL OF LOCK!」にて、2009年5月まで毎週水曜日Artist LOCKS!を担当することとなる。
4月6日から6月24日、バンド最長期間となるライブツアー「イルトコロニーTOUR 09」を開催。
11月3日に、全国FM放送協議会(JFN)主催のFM FESTIVAL LIFE MUSIC AWARDにてLIFE MUSIC OF THE YEAR(大賞)を受賞。また、同時に『アルトコロニーの定理』収録曲「おしゃかしゃま」がBEST LYRIC OF LIFEを、『アルトコロニーの定理』がBEST ALBUM OF LIFEを受賞する。

### 2010年 - 2014年: 「絶体絶命」「×と◯と罪と」
2010年6月30日、10thシングル『携帯電話』、11thシングル『マニフェスト』を同時発売した。
2011年1月12日に12thシングル『DADA』を発売。今までに発売したシングルの中では最高の初動売上を記録し、2作目となるオリコン初登場1位を獲得した。
TOKYO FM「SCHOOL OF LOCK!」にて、1月31日から2月3日まで4日間「ミニRAD LOCKS!」を担当。2月にはタワーレコードの意見広告シリーズである「NO MUSIC, NO LIFE?」のポスターに登場した。
2月9日、13thシングル『狭心症』を発売。一か月後の3月9日、6枚目のアルバム『絶体絶命』を発売。また、このアルバムの収録曲「君と羊と青」が2011年度のNHKサッカー中継のテーマソングに起用された。Jリーグや天皇杯などの国内大会のほか、ロンドンオリンピックの予選や7月の南米選手権などの中継でも起用された。
3月11日の震災を受けて、3日後の14日に東日本大地震の被災地へメッセージと義援金を募る特設サイト「糸色-Itoshiki-」を開設する。
TOKYO FM「SCHOOL OF LOCK!」にて、4月4日から5月30日までの2ヶ月間「RAD LOCKS!」が期間限定で復活した。
4月12日から8月3日にかけて、バンド史上最長のアルバム発ライブツアー「絶体延命ツアー」を開催。ツアーの複数公演で未発表の新曲「ブレス」「キズもの」が披露されているが、「キズもの」は2025年現在スタジオ音源は発表されておらず、このツアー以降ライブで披露されていない(「ブレス」は2013年12月11日発売のアルバム『×と○と罪と』に収録。)。
12月15日、清水康彦が監督した「DADA」のミュージックビデオが、文化庁メディア芸術祭エンターテインメント部門の審査委員会推薦作品に選出された。
2012年1月、ライブDVD&Blu-ray『絶体延命』の発売に先駆け、東京・大阪・名古屋3地区の映画館にて3日間限定でライブ映像のロードショーを開催した。11日、ライブDVD&Blu-ray『絶体延命』を発売。男性アーティスト史上2組目となる、週間DVDランキングとBDランキングのそれぞれ総合部門で初登場首位を獲得した。
「どうしてもこの日に演奏して歌いたかった」と、震災から一年が経った3月11日にYouTubeにて新曲「白日」を公開。またこれ以降、バンドは毎年3月11日に新曲を発表している。
7月28日、「シュプレヒコール」をニコニコ動画にて期間限定公開し、8月1日に14thシングル『シュプレヒコール』を発売した。
11月8日より、野田がソロプロジェクトである「illion」を始動させる。
翌年の元旦、3月にシングルを発売し、9月に初の野外ワンマンライブを実施することを宣言する。
「やっぱり自分たちにできること、したいことはこれしかないや」のメッセージとともに、2回目の3月11日にYouTubeにて新曲「ブリキ」を公開。
15thシングル『ドリーマーズ・ハイ』を3月27日に発売。4月17日から18日の2日間、横浜アリーナにて「春ウララレミドソ」を開催。9月6日、RADWIMPS LIVE @YOKOHAMA BLITZ開催。9月15日、宣言の通りバンド初の野外ライブとなる「青とメメメ」を東北で開催する。
10月16日、16thシングル『五月の蝿/ラストバージン』を発売。12月11日、7枚目のアルバム『×と○と罪と』を発売。
2月5日から7月20日にかけてライブツアー「RADWIMPS GRAND PRIX 2014 実況生中継」を開催。3月2日にはNHK BSプレミアムにて、野外ライブ「青とメメメ」のライブ映像を放送する。
このツアーの数公演で桑原の結婚を祝った新曲「告白」が披露されており、後に2016年11月23日発売のアルバム『人間開花』に収録された。

### 2014年 - 2017年: 「君の名は。」映画音楽、「人間開花」
東日本大震災が発生してから3回目の3月11日に、「この日にふさわしいのかどうかわからないけど、3年前の出来事があって産まれた曲」のメッセージとともに、YouTubeにて新曲「カイコ」を公開。
12月3日、Blu-ray&DVD『RADWIMPS LIVE&DOCUMENT 2014 ×と○と君と』を発売する。12月24日には、野田洋次郎が参加した、大竹しのぶのコラボレーションアルバム『歌心 恋心』が発売された。
2015年3月11日には「かつて住んでいた場所から移って避難生活を続ける人は合計で22万人を超えると言われています。その方々の『日常』が早く戻ってきますように」と、YouTubeにて新曲「あいとわ」を公開。
野田洋次郎の初のエッセイ本『ラリルレ論』が5月16日に発売。野田主演映画『トイレのピエタ』の松永大司監督による原作小説も同時発売。6月6日、野田洋次郎主演の映画『トイレのピエタ』公開。この映画の出演により、野田の俳優活動が増加する。6月10日には映画の主題歌である17thシングル『ピクニック』を発売した。9月16日にBlu-ray&DVD『青とメメメ』が発売される。
9月23日、山口智史が持病の神経症悪化（局所性ジストニア）により無期限休養に入ることが発表される。バンドは一時的にドラマー不在の状況に陥り、サポートドラマーの募集を開始する。
9月30日 、東京メトロのCMソングに「‘I’ Novel」を書き下ろす。CMへの楽曲提供はこれが初めてであり、10月1日から放送のCM に野田も出演する。
10月9日から23日にかけて韓国、フランス、ドイツ、イギリス、台湾を巡る初の海外ツアー「RADWIMPS 2015 Asia-Europe Live Tour」を開催。更に11月4日から28日初に対バンツアー「10th ANNIVERSARY LIVE TOUR RADWIMPSの胎盤」を開催する。ゲストアクトは、米津玄師、きのこ帝国、plenty、LOVE PSYCHEDELICO、ゲスの極み乙女。、ハナレグミ、クリープハイプ、スピッツ、いきものがかり、ONE OK ROCK、Mr.Children。ツアー最終日に18thシングル『記号として/‘I’ Novel』の発売を決定する。12月23日 - 幕張メッセ国際展示場にてワンマンライブ「10th ANNIVERSARY LIVE TOUR FINAL RADWIMPSのはじまりはじまり」を開催。この公演では、PA卓に置かれたカメラ1台でライブ冒頭の4曲を中継する「RADWIMPSのはじまりはじまりのさわり」と題された生配信がGYAO!にて行われた。ライブ終了後のショートムービーで、3月11日にバンドのドキュメンタリー映画『RADWIMPSのHESONOO Documentary Film』を公開することを予告した。
2015年内に森瑞希と刄田綴色がサポートドラマーとして加入。
2016年3月11日、YouTubeにて新曲「春灯」を公開。7月9日、スピッツが主催するライブイベント「ロックロックこんにちは! 20th Anniversary Special 〜R2 need U, I need U〜」に初出演。のちに社会現象となる楽曲「前前前世 (movie ver.)」を初披露する。
8月24日 - 同名アニメーション映画のサウンドトラックでもある、アルバム『君の名は。』発売。26日、20曲以上の劇中音楽全てを制作した、新海誠監督のアニメーション映画『君の名は。』が公開される。主題歌『前前前世』の社会的ブームにより、テレビ朝日系「ミュージックステーション 2時間スペシャル」に出演し、初めて地上波音楽番組でパフォーマンスした。11月23日、『前前前世』『スパークル』を収録した8thアルバム『人間開花』が発売される。なお、11月23日は、11年前に『25ｺ目染色体』を発売してメジャーデビューを果たした日である。12月31日、「第67回NHK紅白歌合戦」に初出場し、「前前前世 [original ver.]」を披露した。同日、幕張メッセで行われていた「COUNTDOWN JAPAN 16/17」に出演し、初となるカウントダウンライブを行った。
2017年2月22日、映画『君の名は。』の北米公開を記念し、野田洋次郎が新たに英語詞を書き下ろした『君の名は。English edition』を発売。2月25日から5月10日にかけて、ライブツアー「Human Bloom Tour 2017」を開催。
4月13日から6月29日まで放送されたテレビ東京系のドラマ『100万円の女たち』に野田がドラマ初出演（主演）。4月19日、コールドプレイが東京ドームで行った来日公演に、ゲストアクトとして出演。4月23日にはアルバム『人間開花』に収録されている楽曲「棒人間」が主題歌である、日本テレビ系ドラマ「フランケンシュタインの恋」放送開始。

### 2017年 - 2019年: 「ANTI ANTI GENERATION」
5月10日、20thシングル『サイハテアイニ/洗脳』を発売。6月4日から7月12日にかけ、6都市を巡る初のアジアツアー「RADWIMPS 2017 Asia Live Tour」開催。10月18日、Blu-ray&DVDおよびライブアルバム『Human Bloom Tour 2017』を発売。
12月4日、5日に東京国際フォーラム・ホールAで開催された「『君の名は。』オーケストラコンサート」に出演した。
2018年2月21日に21stシングル『Mountain Top/Shape Of Miracle』を発売。2月24日には新曲「Mountain Top」を主題歌として書き下ろした、日中共同製作映画『空海-KU-KAI- 美しき王妃の謎』が公開された。
6月6日、22ndシングル『カタルシスト』発売。6月1日から27日にシングル名を冠したライブツアー「Road to Catharsis Tour 2018」が開催。7月10日、"Road to Catharsis Tour 2018"のドキュメント・ティーザー映像をYouTube上で公開した。
7月11日から8月18日にかけ、8都市を巡るアジアツアー「RADWIMPS Asia Live Tour 2018」を開催した。
『カタルシスト』発売後には、同作にカップリング曲として収録されていた「HINOMARU」が、主にネット上で「軍歌のようだ」「戦争を想起させる」「愛国的である」と批判を浴びた。作詞、作曲した野田がツイッターで「そのような意図は書いていた時も書き終わった今も1ミリもありません。誰かに対する攻撃的な思想もありません」と釈明した。それに対し、6月26日に行われた『Road to Catharsis Tour 2018』の神戸ワールド記念ホール公演では、男2人、女2人がライブ開始直前、「侵略戦争と戦死の歌をうたうな」と書かれた横断幕と屋根に拡声器をつけた軽自動車を交差点に停車させ、「HINOMARU」の歌詞が不適切だと主張し、公演中止を求める抗議活動をした。これに対し神戸水上警察署は26日、兵庫県尼崎市の職業不詳の男性を道路交通法違反で現行犯逮捕した。
12月12日、9枚目となるフルアルバム『ANTI ANTI GENERATION』を発売。
2019年、6月8日から8月29日にかけて1年ぶりのツアーとなる『ANTI ANTI GENERATION TOUR 2019』を開催。6月22日・6月23日にはバンド初となる野外単独ライブとしてZOZOマリンスタジアム公演、8月27日〜8月29日には追加公演として横浜アリーナ公演を開催する。
7月19日には、『君の名は。』と同様に全編の音楽を担当した、新海誠監督のアニメーション映画『天気の子』が公開され、サウンドトラック『天気の子』を同日発売した。12月31日、「第70回NHK紅白歌合戦」に出場。

### 2020年 -: 「FOREVER DAZE」
2020年、3月20日から「こんにちは日本 〜KONNICHIWA NIPPON〜 TOUR 2020」を開催する予定だったが、新型コロナウイルスの感染拡大の影響で全公演が2021年春以降に延期となった。また、「新型コロナウイルスの流行によって不安な日々を過ごす中国の人々を励ます曲を作って欲しい」という声を受け、野田は新曲「Light The Light」を制作し、3月15日、中国国内に向けて無料で配信した。またその後、3月20日にはこのMVを公開するとともに、全世界に配信限定でリリースされた。
3月18日、ライブBlu-ray / DVD「ANTI ANTI GENERATION TOUR 2019」を発売。
4月6日、「キリン 午後の紅茶」新TVCMのために書き下ろした新曲「猫じゃらし」を配信リリースした。また、5月8日、テレビ朝日『ミュージックステーション』で、出演のために書き下ろした新曲「新世界」を披露し、翌9日に配信リリースした。5月15日には、2005年のメジャーデビュー以降にリリースした、「25コ目の染色体」から「新世界」までの全曲のストリーミング配信をスタートすると同時に、Apple MusicおよびiTunes上でライブBlu-ray/DVD「ANTI ANTI GENERATION TOUR 2019」から5曲の映像が配信開始された。5月23日、新曲「ココロノナカ」のMVをYouTubeおよび公式Twitter、Instagram上で公開。
7月18日、YouTubeで公開されている「スパークル」が、日本国内で初となる予告編動画での1億回再生を突破。
9月2日、2020年に配信限定でリリースされていた楽曲をコンパイルしたEP『夏のせい ep』を発売。
2021年2月1日付で、ユニバーサルミュージックの組織変更が行われ、所属レーベルのEMI Records内Don ManaccaがMuzinto Recordsに改称された。
東日本大震災から10年となる2021年3月11日、これまでに発表してきた「震災を見つめ続けた楽曲」に新曲を加えたコンセプトアルバム『2+0+2+1+3+1+1= 10 years 10 songs』をリリースした。
4月13日、新曲「鋼の羽根」を配信リリース。
7月16日〜18日、バーチャルライブ『 SHIN SEKAI “nowhere” 』を開催。
7月22日、尾田栄一郎の漫画『ONE PIECE』コミックス単行本100巻発売とアニメ1000話放映を記念したショートドラマプロジェクト「WE ARE ONE.」の主題歌として、新曲「TWILIGHT」を提供。また、同年11月23日に通算10枚目となるニューアルバム（タイトル未定）をリリースすることが発表された。
8月20日、「FUJI ROCK FESTIVAL'21」にGREEN STAGEのヘッドライナーとして出演。その模様はYouTubeでLIVE配信された。菅田将暉もゲスト出演し、「うたかた歌 feat. 菅田将暉」を初披露した。さらに菅田とのパフォーマンスの模様はミュージックステーションにて生中継された。
9月17日、ギターの桑原彰が不倫報道の影響などにより活動休止を発表。
10月8日、ニューアルバムのタイトルが『FOREVER DAZE』に決定。同時に、収録曲やアートワークも発表され、前年の11月に開催したライブ『15th Anniversary Special Concert』から、「グランドエスケープ」の映像が公開された。
11月23日、10th Album『FOREVER DAZE』を発売。
2021年12月4日から2022年1月30日、2年半ぶりの全国アリーナツアー「RADWIMPS FOREVER IN THE DAZE TOUR 2021-2022」を開催。本ツアーに桑原は参加せず、TAIKING・マスダミズキをサポートに迎えてライブを行った。
2022年3月4日、初の実写映画の劇伴を担当した映画『余命10年』が公開。同時にサウンドトラックをリリース。
4月10日、bilibiliにて「RADWIMPS拉德温普斯」として公式アカウントを開設し、同日に自己紹介動画を公開した。
7月22日、ドラマ『石子と羽男-そんなコトで訴えます?-』の主題歌として書き下ろされた新曲「人間ごっこ」を配信リリース。
10月5日、活動休止中だった桑原が復帰を報告。以降に行われたテレビ出演などには桑原も参加している。
11月11日公開の新海誠監督のアニメ映画「すずめの戸締まり」の音楽を担当。また、サウンドトラック『すずめの戸締まり』を発売。
11月11日、「ミュージックステーション」に出演し、「すずめ feat. 十明」「カナタハルカ」を披露。
11月28日、「CDTVライブ!ライブ!」に出演。当時の新曲「人間ごっこ」「すずめ feat. 十明」「カナタハルカ」に加え、自身最大のヒット曲「前前前世 (movie ver.)」、さらにテレビでは初披露となる「DADA」「ふたりごと」を含めた計6曲をパフォーマンス。
2024年10月17日、公式サイトを通じ、桑原が同日をもって脱退することを発表。
2025年3月31日から放送されるNHK連続テレビ小説『あんぱん』の主題歌として、新曲『賜物』が起用される。

## メンバー
野田 洋次郎 （のだ ようじろう）
生年月日は1985年7月5日（40歳）。ボーカル、ギター、ピアノを担当。RADWIMPSのほぼすべての楽曲の作詞・作曲をしている。身長180cm。血液型はA型。
武田 祐介（たけだ ゆうすけ）
生年月日は1985年5月24日（40歳）。ベース、コーラスを担当。身長167cm。血液型はB型。既婚（2013年 - ）。
洗足学園音楽大学ジャズ科卒業。
ジャズ科での学びを生かした、緻密でメロディアスなフレーズ構築や、スラップ奏法を始めとしたテクニカルなプレイに定評がある。
途中からRADWIMPSに加入。理由は「たまたま近くにいたから」、「（RADに入った決め手は）有名だったから」 と語っている。男3人兄弟の末っ子。加入前には、YOKOHAMA HIGHSCHOOL MUSIC FESTIVALに、RADWIMPSが出場した翌年に出場している。「猫に食べられたい」と言うほど無類の猫好き。手が多汗症であり、高校生の時、右手のみ汗の神経を切っている。すね毛の濃さなら誰にも負けないといい、別名「多毛田」。かなりの大食いだが、太らない体質である。メンバーの中で最も酒に強い。自称「超ドM」。
小学生の頃、友達がギターを弾いていたことに影響されギターを始める。中学生のとき、ギターの上手い先生が吹奏楽部の顧問だったという理由で吹奏楽部に入部し、コントラバスを始める。その後、部活の先輩たちから「バンドやろうぜ」と誘われTHE BLUE HEARTSとX JAPANのコピーバンドを始め、バンドに憧れを抱くようになる。高校生になってからは、よりエレキベースに強い興味を持つようになり、レッド・ホット・チリ・ペッパーズ、マーカス・ミラー、ジャコ・パストリアスなどの洋楽を聴くようになった。5弦、6弦の多弦ベースを多く所有しており、4弦ベースはあまり持っていない。このことから、メンバーからはたまに「多弦田」と呼ばれることもある。スラップ奏法を好む。尊敬するベーシストはマーカス・ミラーとジャコ・パストリアス。
エレキベースのみならずウッドベースやアップライトベースも演奏し、「ANTI ANTI GENERATION」では、17曲中5曲にウッドベースが使われている。さらにライブでは、曲によってはシンセサイザー、シンセベース、スティールパン、アコースティック・ギター、エレキギターを演奏するなど、幅広いプレイスタイルを持つ。
2020年1月、自身のInstagramにて2019年末に第一子が誕生していたことを報告した。
2024年5月29日、第2子の誕生を報告。
山口 智史（やまぐち さとし）
生年月日は1985年3月20日（40歳）。ドラムス、コーラスを担当。身長168cm。血液型はA型。既婚（2009年 - ）。なお、妻は武田の幼なじみである。
洗足学園音楽大学ジャズ科中退。歌手の平原綾香は大学の同期。
途中からRADWIMPSに加入。武田と加入時期や理由は同じで特に仲が良く、昔はホテルもたいてい一緒の部屋だった。4人兄弟で本人以外は全員女性。桑原と同様に、「俺もラッドで食っていく」と宣言。大の麻雀好き。RADWIMPSも出場した、YOKOHAMA HIGHSCHOOL MUSIC FESTIVAL 2002に「をかし」という名前のメタルバンドで出場していた。
中学2年生のとき、部活の仲間から「バンドをやろう!」と誘われX JAPANのコピーバンドを結成しドラムを始める。 好きなアーティストは、スピッツとHY。尊敬するドラマーは村上秀一。ヤマハとスポンサー契約を結んでいる。
2015年9月23日、公式サイトにて持病であるフォーカル・ジストニアと呼ばれる神経症が悪化したため無期限休養することを発表した。公式サイトには病気を発症した時期や経緯、さらに山口が脱退を考えていたことなどの苦悩などが綴られている。山口の休養中は、サポートドラマーを迎えて活動している。
2022年現在も克服に至っておらず、復帰の目処は立っていない。現在は慶應義塾大学の研究者らと共にジストニアの原因究明に向けた研究を行っており、この研究にまつわる対談記事で7年ぶりにメディアに出演した。
2024年9月28日、X（旧Twitter）の個人アカウントにて、共に研究に取り組んでいるミュージシャンズ・ジストニア（MD）研究チームから第一号となる論文が発表されたと報告した。論文はFrontiersの学術雑誌「Frontiers in Neurology」にて、9月21日に発表・掲載されており、山口は第四著者となっている。論文のタイトルは「Drumming performance and underlying muscle activities in a professional rock drummer with lower-limb dystonia: a case study」（下肢ジストニアを有するプロのロックドラマーにおけるドラム演奏パフォーマンスと基礎的筋活動: 事例研究）である。

### サポートメンバー
森 瑞希（もり みずき）
2024年現在、ドラムス担当。山口の無期限休養に合わせて行われたオーディションにより抜擢された。オーディションには山口本人も立ち会ったという。
2015年10月の海外ツアー「RADWIMPS 2015 Asia-Europe Live Tour」の初日・韓国公演から、レコーディングおよびライブに参加している。
ニックネームは「みっきー」。
RADWIMPSのライブに観客として来場したことがある。
ライブでの位置はステージ左手後方（武田側）。
2017年1月に、RADWIMPSの事務所であるボクチン所属になったことを発表した。
高校時代は友人らとRADWIMPSの楽曲をバンドでコピーしていた。 また、同時期に東京事変のコピーバンドもやっていた。
刄田 綴色（はた としき）
ドラムス、パーカッション担当。東京事変のメンバー。本名は畑利樹（読み同じ）。
2015年11月の対バンツアー「10th ANNIVERSARY LIVE TOUR 『RADWIMPSの胎盤』」から2019年まで、森とのツインドラム体制で参加。
ライブでの位置はステージ右手後方（桑原側）。
繪野 匡史（えの まさふみ）
2024年現在、ドラムス担当。
刄田が所属する東京事変が再結成するにあたり、交代する形でサポート。
ライブでの位置はステージ右手後方（桑原側）。
TAIKING（たいきんぐ）
ギター担当。Suchmosのメンバー。
沙田 瑞紀 （ますだみずき）
ギター担当。ねごとの元メンバー。
上記2名は、桑原の活動自粛に伴い「FOREVER IN THE DAZE TOUR 2021-2022」に参加。
白川 詢（しらかわじゅん）
ギター担当。2025年以降ギターとして楽曲に参加。「賜物」のミュージックビデオや、YouTubeにて公開された「RADWIMPS 20th Anniversary Special Live Sessions」に出演している。

### 旧メンバー
斉木 祐介（さいき ゆうすけ）
ギター担当。結成当初のメンバー。バンドの発起人。1stシングル『もしも』や1stアルバム『RADWIMPS』に参加。遅刻を繰り返すなど、素行に問題があったことなどから、2004年に脱退し、映像の専門学校へと進学する。
2009年には梶原徹也のソロプロジェクト「THENDERBEAT」に参加したが、22歳の時に脳梗塞を患ったことで脱退する。その後、音楽イベントを主催する会社を設立するも4年で倒産し、ホームレス生活も経験した。
2018年に汁なし担々麺屋「坦坦坦（たんたんたん）」を開業した。
朝生 恵（あそう けい）
ベース担当。1stシングル『もしも』や1stアルバム『RADWIMPS』に参加。2004年に脱退。
芝藤 昭夫（しばふじ あきお）
ドラムス担当。1stシングル『もしも』や1stアルバム『RADWIMPS』に参加。2004年に脱退。
桑原 彰（くわはら あきら）
生年月日は1985年4月4日（40歳）。ギター、コーラスを担当。身長166cm。血液型はA型。独身（婚歴有）。
神奈川県立荏田高等学校に通っていたが、16歳の時に「俺はラッドで食っていく」と決意し中退。その後、音楽学校のMI JAPAN東京校ギター科を卒業した。
野田との初対面の場所は、あざみ野のミスタードーナツであった。「"桑原"と書いて何と読む？」という質問に対して「ゲーム」と答えるほどゲームが好きで、もしRADWIMPSで無ければ『ファミ通』（KADOKAWA）に勤務していたとも発言している。得意なものまねは中尾彬。ジャニーズのオーディションに応募し3次審査まで進むが、バク転の受け身が取れず不合格。2017年の「ROCK IN JAPAN FESTIVAL 2017」で自らがプロデュースしたハンバーガーショップ「くわバーガー」を出店。さらには2018年の「Road to Catharsis Tour 2018」の各会場でも出店した。
小学生のとき、ギターを持っていたいとこがGLAYのフレーズを弾く姿をかっこいいと感じたことがきっかけでギターを始める。中学生の頃からバンドを始め、Hi-STANDARDなどをコピーするようになった。歪みはアンプでコントロールしている。
2020年1月、自身のInstagramにて2019年5月に第一子が誕生していたことを報告した。
2021年9月17日、週刊誌による不倫報道を受けて、当面の間活動を休止することを発表。2021年12月より行われる全国ツアーは不参加となる。2022年10月5日、同日付でのバンド復帰を報告。
2024年10月17日に脱退、所属事務所であるボクチンとも契約を解除した。

## 糸色 -Itoshiki-
2011年3月11日の東日本大震災を受けて、3月14日に被災地へのメッセージと義援金を募るサイト「糸色 -Itoshiki-」を開設。
3月25日に15,000,000円、7月25日に10,238,122円、計25,238,122円を日本赤十字社に寄附した。
また、RADWIMPSに賛同した、宮藤官九郎、塚本高史、堺雅人、綾野剛、佐藤隆太、椎名林檎、トータス松本、Superfly、といった様々な俳優、ミュージシャンらの応援メッセージも公開された。
また、震災発生以降、毎年3月11日に映像作家の島田大介と共にYouTubeにて新曲を公開している（2017年のみ発表なし）。
- 2012年3月11日公開「白日」
- 2013年3月11日公開「ブリキ」
- 2014年3月11日公開「カイコ」
- 2015年3月11日公開「あいとわ」
- 2016年3月11日公開「春灯」
- 2018年4月 8日公開「空窓」
- 2019年3月11日公開「夜の淵」
- 2020年3月11日公開「世界の果て」
- 2021年3月11日公開「あいたい」

2021年3月11日にはこれらの楽曲と新曲を収録したアルバム『2+0+2+1+3+1+1= 10 years 10 songs』をリリースした。このアルバムの利益は日本赤十字社、自治体などに全額寄付され、日本全国で起こる自然災害などの支援活動に充てられた。（2021年12月31日までの売上金額まで）
アルバムの寄付金総額 42,021,006円
・2022年4月13日 5,000,000円 日本赤十字社
・2022年11月18日 37,021,006円 静岡県(令和4年台風第15号被害)　宮崎県美郷町(令和4年台風第14号被害)

2016年4月には、熊本地震の被災地支援のため、野田洋次郎が楽曲「バイ・マイ・サイ」の新録バージョンを配信。この楽曲にはONE OK ROCKのTakaも参加した。6月30日には、アーティスト収益分の全額である19,698,094円を熊本県庁へ寄附したことが報告された。

2024年6月15日には、同年1月1日(元旦)に石川県で発生した令和6年能登半島地震を受けて、アジアアリーナツアー「RADWIMPS WORLD TOUR 2024 “The way you yawn, and the outcry of Peace” [Asia]」の追加公演を、同県金沢市の石川県産業展示館4号館で行う。

## ディスコグラフィ

### シングル

#### CDシングル
|      | 発売日         | タイトル                                | 規格     | 規格品番                    | 順位  | 収録アルバム                  | RIAJ認定 |
| ---- | -------------- | --------------------------------------- | -------- | --------------------------- | ----- | ----------------------------- | -------- |
| 1st  | 2003年5月3日   | もしも                                  | CD       | DYYC-1                      |       | RADWIMPS                      | -        |
| 2nd  | 2004年7月22日  | 祈跡                                    | CD       | YYCM-9103（初回生産限定盤） | 126位 | RADWIMPS 2                    | -        |
| 2nd  | 2004年7月22日  | 祈跡                                    | CD       | YYCM-104（通常盤）          | 126位 | RADWIMPS 2                    | -        |
| 3rd  | 2005年5月25日  | へっくしゅん/愛し                       | CD       | NTRW-106                    |       | RADWIMPS 3 / RADWIMPS 2       | -        |
| 4th  | 2005年11月23日 | 25コ目の染色体                          | CD       | TOCT-4940                   | 45位  | RADWIMPS 3                    | -        |
| 5th  | 2006年1月8日   | イーディーピー 〜飛んで火に入る夏の君〜 | CD       | TOCT-4955                   | 32位  | RADWIMPS 3                    | -        |
| 6th  | 2006年5月17日  | ふたりごと                              | CD       | TOCT-4985                   | 16位  | RADWIMPS 4                    | -        |
| 7th  | 2006年7月26日  | 有心論                                  | CD       | TOCT-40012                  | 13位  | RADWIMPS 4                    | -        |
| 8th  | 2006年11月8日  | セツナレンサ                            | CD       | TOCT-40060                  | 4位   | RADWIMPS 4                    | -        |
| 9th  | 2008年1月23日  | オーダーメイド                          | CD       | TOCT-40146                  | 1位   | アルトコロニーの定理          | ゴールド |
| 10th | 2010年6月30日  | 携帯電話                                | CD       | TOCT-40296                  | 3位   | 絶体絶命                      | -        |
| 11th | 2010年6月30日  | マニフェスト                            | CD       | TOCT-40297                  | 2位   | 未収録                        | -        |
| 12th | 2011年1月12日  | DADA                                    | CD       | TOCT-40317                  | 1位   | 絶体絶命                      | ゴールド |
| 13th | 2011年2月9日   | 狭心症                                  | CD       | TOCT-40318                  | 2位   | 絶体絶命                      | ゴールド |
| 14th | 2012年8月1日   | シュプレヒコール                        | CD       | TOCT-45050（初回限定盤）    | 4位   | 未収録                        | -        |
| 14th | 2012年8月1日   | シュプレヒコール                        | CD       | TOCT-45051（通常盤）        | 4位   | 未収録                        | -        |
| 15th | 2013年3月27日  | ドリーマーズ・ハイ                      | CD EXTRA | TOCT-45068                  | 6位   | ×と○と罪と                    | -        |
| 16th | 2013年10月16日 | 五月の蝿/ラストバージン                 | CD       | TYCT-30002                  | 3位   | ×と○と罪と                    | -        |
| 17th | 2015年6月10日  | ピクニック                              | CD       | UPCH-89223                  | 7位   | 未収録                        | -        |
| 18th | 2015年11月25日 | 記号として/‘I’ Novel                    | CD       | UPCH-80415                  | 13位  | 人間開花                      | -        |
| 18th | 2015年12月23日 | 記号として/‘I’ Novel                    | レコード | PRON-7001                   | 13位  | 人間開花                      | -        |
| 19th | 2017年2月22日  | 君の名は。English edition               | CD       | UPCH-80465                  | 6位   | Your name. (deluxe edition)   | -        |
| 20th | 2017年5月10日  | サイハテアイニ/洗脳                     | CD       | UPCH-89333（初回限定盤）    | 2位   | ANTI ANTI GENERATION          | -        |
| 20th | 2017年5月10日  | サイハテアイニ/洗脳                     | CD       | UPCH-80470（通常盤）        | 2位   | ANTI ANTI GENERATION          | -        |
| 21st | 2018年2月21日  | Mountain Top/Shape Of Miracle           | CD       | UPCH-80415                  | 10位  | ANTI ANTI GENERATION / 未収録 | -        |
| 21st | 2018年2月21日  | Mountain Top/Shape Of Miracle           | レコード | UPKH-30001                  | 10位  | ANTI ANTI GENERATION / 未収録 | -        |
| 22nd | 2018年6月6日   | カタルシスト                            | CD       | UPCH-89375（初回限定盤）    | 5位   | ANTI ANTI GENERATION          | -        |
| 22nd | 2018年6月6日   | カタルシスト                            | CD       | UPCH-80489（通常盤）        | 5位   | ANTI ANTI GENERATION          | -        |
| 23rd | 2024年2月28日  | 正解                                    | CD       | UPCH-89565（生産限定盤）    | 15位  | 未収録                        | -        |

#### 配信限定シングル
|      | 配信日         | タイトル                    | オリコン最高位（DS） | 収録アルバム             |
| ---- | -------------- | --------------------------- | -------------------- | ------------------------ |
| 1st  | 2019年2月1日   | PAPARAZZI (English Version) |                      | 未収録                   |
| 2nd  | 2020年3月20日  | Light The Light             |                      | 夏のせい ep              |
| 3rd  | 2020年4月6日   | 猫じゃらし                  | 1位                  | FOREVER DAZE             |
| 4th  | 2020年5月9日   | 新世界                      |                      | 夏のせい ep              |
| 5th  | 2020年6月3日   | ココロノナカ                |                      | 夏のせい ep              |
| 6th  | 2020年7月24日  | 夏のせい                    |                      | FOREVER DAZE             |
| 7th  | 2021年4月5日   | 鋼の羽根                    |                      | FOREVER DAZE             |
| 8th  | 2021年7月23日  | TWILIGHT                    | 13位                 | FOREVER DAZE             |
| 9th  | 2021年8月6日   | うたかた歌 feat. 菅田将暉   | 9位                  | FOREVER DAZE             |
| 10th | 2022年7月22日  | 人間ごっこ                  | 12位                 | 未収録                   |
| 11th | 2022年9月30日  | すずめ feat.十明            | 4位                  | すずめの戸締まり         |
| 12th | 2022年10月28日 | カナタハルカ                | 5位                  | すずめの戸締まり         |
| 13th | 2023年4月18日  | KANASHIBARI feat. ao        | 29位                 | 未収録                   |
| 14th | 2023年7月4日   | 大団円 feat.ZORN            | 25位                 | 未収録                   |
| 15th | 2025年4月18日  | 賜物                        |                      | （2025年発売新アルバム） |
| 16th | 2025年7月23日  | 命題                        | -                    | （2025年発売新アルバム） |

### アルバム

#### オリジナルアルバム
|      | 発売日         | タイトル                                   | 規格             | 規格品番                                                     | 順位 | RIAJ認定 |
| ---- | -------------- | ------------------------------------------ | ---------------- | ------------------------------------------------------------ | ---- | -------- |
| 1st  | 2003年7月2日   | RADWIMPS                                   | CD               | YYCF-101                                                     | 86位 | ゴールド |
| 2nd  | 2005年3月8日   | RADWIMPS 2 〜発展途上〜                    | CD               | NTRW-0105                                                    | 80位 | -        |
| 3rd  | 2006年2月15日  | RADWIMPS 3〜無人島に持っていき忘れた一枚〜 | CD               | TOCT-25933                                                   | 13位 | プラチナ |
| 3rd  | 2025年9月3日   | RADWIMPS 3〜無人島に持っていき忘れた一枚〜 | レコード         | UPJH-20076/7                                                 | 13位 | プラチナ |
| 4th  | 2006年12月6日  | RADWIMPS 4〜おかずのごはん〜               | CD               | TOCT-26168                                                   | 5位  | プラチナ |
| 4th  | 2025年8月6日   | RADWIMPS 4〜おかずのごはん〜               | レコード         | UPJH-20074/5                                                 | 5位  | プラチナ |
| 5th  | 2009年3月11日  | アルトコロニーの定理                       | CD               | TOCT-26730                                                   | 2位  | プラチナ |
| 5th  | 2025年7月9日   | アルトコロニーの定理                       | レコード         | UPJH-20072/3                                                 | 2位  | プラチナ |
| 6th  | 2011年3月9日   | 絶体絶命                                   | CD               | TOCT-27060（初回限定盤）                                     | 2位  | プラチナ |
| 6th  | 2011年3月9日   | 絶体絶命                                   | CD               | TOCT-27061（通常盤）                                         | 2位  | プラチナ |
| 6th  | 2025年6月4日   | 絶体絶命                                   | レコード         | UPJH-20070/1                                                 | 2位  | プラチナ |
| 7th  | 2013年12月11日 | ×と○と罪と                                 | CD               | TYCT-69009（初回限定盤）                                     | 2位  | プラチナ |
| 7th  | 2013年12月11日 | ×と○と罪と                                 | CD               | TYCT-60021（通常盤）                                         | 2位  | プラチナ |
| 7th  | 2025年5月7日   | ×と○と罪と                                 | レコード         | UPJH-20068/9                                                 | 2位  | プラチナ |
| 8th  | 2016年11月23日 | 人間開花                                   | CD+DVD           | UPCH-29241（初回限定盤）                                     | 1位  | プラチナ |
| 8th  | 2016年11月23日 | 人間開花                                   | CD               | UPCH-20436（通常盤）                                         | 1位  | プラチナ |
| 8th  | 2017年2月22日  | 人間開花                                   | レコード         | UPJH-20006/7                                                 | 1位  | プラチナ |
| 9th  | 2018年12月12日 | ANTI ANTI GENERATION                       | CD+DVD           | UPCH-29313（初回限定盤）                                     | 1位  | ゴールド |
| 9th  | 2018年12月12日 | ANTI ANTI GENERATION                       | CD               | UPCH-20503（通常盤）                                         | 1位  | ゴールド |
| 9th  | 2019年3月27日  | ANTI ANTI GENERATION                       | レコード         | UPJH-20010/1                                                 | 1位  | ゴールド |
| 10th | 2021年11月23日 | FOREVER DAZE                               | CD+Blu-ray       | PRON-1036（完全受注生産限定15th Anniversary Box（GOODS付）） | 3位  |          |
| 10th | 2021年11月23日 | FOREVER DAZE                               | CD+2DVD          | PRON-1037（完全受注生産限定15th Anniversary Box（GOODS付）） | 3位  |          |
| 10th | 2021年11月23日 | FOREVER DAZE                               | CD+Blu-ray       | UPCH-29410 (15th Anniversary Box（初回限定盤）)              | 3位  |          |
| 10th | 2021年11月23日 | FOREVER DAZE                               | CD+2DVD          | UPCH-29411 (15th Anniversary Box（初回限定盤）)              | 3位  |          |
| 10th | 2021年11月23日 | FOREVER DAZE                               | CD               | UPCH-20594（通常盤）                                         | 3位  |          |
| 10th | 2023年4月14日  | FOREVER DAZE                               | レコード         | UPJH-20047/8                                                 | 3位  |          |
| 11rd | 2025年10月8日  | （タイトル未定）                           | CD               | UPCH-20702                                                   |      |          |
| 11rd | 2025年10月8日  | （タイトル未定）                           | CD+Blu-ray+GOODS | PRON-1097                                                    |      |          |

- 2002年 - 自主制作アルバム RADWIMPS

#### オリジナルEP
|     | 発売日       | タイトル    | 規格       | 規格品番                   | 順位 |
| --- | ------------ | ----------- | ---------- | -------------------------- | ---- |
| 1st | 2020年9月2日 | 夏のせい ep | CD+Blu-ray | UPCH-29372（初回限定盤 A） | 4位  |
| 1st | 2020年9月2日 | 夏のせい ep | CD+DVD     | UPCH-29373（初回限定盤 B） | 4位  |
| 1st | 2020年9月2日 | 夏のせい ep | CD         | UPCH-20558（通常盤）       | 4位  |

#### コンセプトアルバム
|     | 発売日        | タイトル                         | 規格       | 規格品番   | 順位 |
| --- | ------------- | -------------------------------- | ---------- | ---------- | ---- |
| 1st | 2021年3月11日 | 2+0+2+1+3+1+1= 10 years 10 songs | CD+Blu-ray | UPCH-20576 | 3位  |
| 1st | 2021年3月11日 | 2+0+2+1+3+1+1= 10 years 10 songs | CD+DVD     | UPCH-20577 | 3位  |
| 1st | 2021年3月11日 | 2+0+2+1+3+1+1= 10 years 10 songs | CD         | UPCH-20578 | 3位  |

#### サウンドトラック
|     | 発売日         | タイトル                         | 規格     | 規格品番                     | 順位 | RIAJ認定         |
| --- | -------------- | -------------------------------- | -------- | ---------------------------- | ---- | ---------------- |
| 1st | 2016年8月24日  | 君の名は。                       | CD+DVD   | UPCH-29222（初回限定盤）     | 1位  | ダブル・プラチナ |
| 1st | 2016年8月24日  | 君の名は。                       | CD       | UPCH-20423（通常盤）         | 1位  | ダブル・プラチナ |
| 1st | 2017年2月22日  | 君の名は。                       | レコード | UPJH-20004/5                 | 1位  | ダブル・プラチナ |
| 2nd | 2019年7月19日  | 天気の子                         | CD       | UPCH-20520                   | 2位  | ゴールド         |
| 2nd | 2019年12月11日 | 天気の子                         | レコード | UPJH-20014/5                 | 2位  | ゴールド         |
| 2nd | 2019年11月27日 | 天気の子 complete version        | CD+DVD   | UPCH-29353 (完全生産限定BOX) | 2位  | -                |
| 2nd | 2019年11月27日 | 天気の子 complete version        | CD       | UPCH-20540 (通常盤)          | 2位  | -                |
| 3rd | 2022年3月4日   | 余命10年 〜Original Soundtrack〜 | CD       | UPCH-20615                   | TBA  | TBA              |
| 4th | 2022年11月11日 | すずめの戸締まり                 | CD       | UPCH-20639                   | 7位  |                  |

#### ライブアルバム
|     | 発売日         | タイトル                         | 規格                 | 規格品番     | 順位 |
| --- | -------------- | -------------------------------- | -------------------- | ------------ | ---- |
| 1st | 2017年10月18日 | Human Bloom Tour 2017            | CD                   | UPCH-29266/7 | 38位 |
| 1st | 2017年10月18日 | Human Bloom Tour 2017            | ミュージック・カード | UPZH-29002   | 38位 |
| 2nd | 2024年4月3日   | BACK TO THE LIVE HOUSE TOUR 2023 | デジタル配信         |              |      |

### 映像作品
|      | 発売日         | タイトル                               | 規格   | 規格品番                      | 順位 |
| ---- | -------------- | -------------------------------------- | ------ | ----------------------------- | ---- |
| 1st  | 2007年2月7日   | RADWIMPS4.5                            | DVD    | TOBF-5515                     | 1位  |
| 2nd  | 2007年7月11日  | 生春巻き                               | DVD    | TOBF-5533                     | 2位  |
| 3rd  | 2012年1月11日  | 絶体延命                               | BD     | TOXF-5721（完全限定生産盤）   | 1位  |
| 3rd  | 2012年1月11日  | 絶体延命                               | BD     | TOXF-5722（通常盤）           | 1位  |
| 3rd  | 2012年1月11日  | 絶体延命                               | DVD    | TOBF-5721（完全限定生産盤）   | 1位  |
| 3rd  | 2012年1月11日  | 絶体延命                               | DVD    | TOBF-5722（通常盤）           | 1位  |
| 4th  | 2014年12月3日  | RADWIMPS LIVE&DOCUMENT 2014 ×と○と君と | BD     | UPXH-29006（LIMITED EDITION） | 3位  |
| 4th  | 2014年12月3日  | RADWIMPS LIVE&DOCUMENT 2014 ×と○と君と | BD     | UPXH-20031（通常盤）          | 3位  |
| 4th  | 2014年12月3日  | RADWIMPS LIVE&DOCUMENT 2014 ×と○と君と | DVD    | UPBH-29050（LIMITED EDITION） | 1位  |
| 4th  | 2014年12月3日  | RADWIMPS LIVE&DOCUMENT 2014 ×と○と君と | DVD    | UPBH-20122/4（通常盤）        | 1位  |
| 5th  | 2015年9月16日  | 青とメメメ                             | BD     | UPXH-20038                    | 6位  |
| 5th  | 2015年9月16日  | 青とメメメ                             | DVD    | UPBH-20147/8                  | 3位  |
| 6th  | 2017年10月18日 | Human Bloom Tour 2017                  | BD+CD  | UPXH-29014（完全生産限定盤）  | 1位  |
| 6th  | 2017年10月18日 | Human Bloom Tour 2017                  | BD     | UPXH-20057（通常盤）          | 1位  |
| 6th  | 2017年10月18日 | Human Bloom Tour 2017                  | DVD+CD | UPBH-29064（完全生産限定盤）  | 1位  |
| 6th  | 2017年10月18日 | Human Bloom Tour 2017                  | DVD    | UPBH-20193（通常盤）          | 1位  |
| -    | 2018年4月18日  | 「君の名は。」オーケストラコンサート   | BD     | TBR28176D                     | 12位 |
| -    | 2018年4月18日  | 「君の名は。」オーケストラコンサート   | DVD    | TDV28177D                     | 17位 |
| 7th  | 2018年12月12日 | Road to Catharsis Tour 2018            | BD     | UPXH-20076                    | 3位  |
| 7th  | 2018年12月12日 | Road to Catharsis Tour 2018            | DVD    | UPBH-20233                    | 2位  |
| 8th  | 2020年3月18日  | ANTI ANTI GENERATION TOUR 2019         | BD     | UPXH-20091                    | 5位  |
| 8th  | 2020年3月18日  | ANTI ANTI GENERATION TOUR 2019         | DVD    | UPBH-20092/3                  | 4位  |
| 9th  | 2023年4月19日  | FOREVER IN THE DAZE TOUR 2021-2022     | BD     | UPXH-20126                    | 4位  |
| 9th  | 2023年4月19日  | FOREVER IN THE DAZE TOUR 2021-2022     | DVD    | UPBH-20305/6                  | 5位  |
| 10th | 2024年4月3日   | BACK TO THE LIVE HOUSE TOUR 2023       | BD     | UPXH-20135                    | 3位  |
| 10th | 2024年4月3日   | BACK TO THE LIVE HOUSE TOUR 2023       | DVD    | UPBH-20320                    | 5位  |

- 『俺色スカイ』（非売品DVD） - アンケートに答ると抽選で貰えた。

### ミュージックビデオ
| 公開日 | 公開日   | タイトル                                | リンク      | 備考 |
| 年     | 月日     | タイトル                                | リンク      | 備考 |
| ------ | -------- | --------------------------------------- | ----------- | ---- |
| 2009年 | 7月1日   | me me she                               | [ 動画 1 ]  |      |
| 2009年 | 7月1日   | イーディーピー 〜飛んで火に入る夏の君〜 | [ 動画 2 ]  |      |
| 2009年 | 7月1日   | いいんですか?                           | [ 動画 3 ]  |      |
| 2009年 | 7月2日   | オーダーメイド                          | [ 動画 4 ]  |      |
| 2009年 | 7月2日   | おしゃかしゃま                          | [ 動画 5 ]  |      |
| 2009年 | 7月2日   | おとぎ                                  | [ 動画 6 ]  |      |
| 2009年 | 7月2日   | セツナレンサ                            | [ 動画 7 ]  |      |
| 2009年 | 7月2日   | タユタ                                  | [ 動画 8 ]  |      |
| 2009年 | 7月2日   | ふたりごと                              | [ 動画 9 ]  |      |
| 2009年 | 7月2日   | 有心論                                  | [ 動画 10 ] |      |
| 2009年 | 7月2日   | 25ｺ目の染色体                           | [ 動画 11 ] |      |
| 2009年 | 9月7日   | 叫べ                                    | [ 動画 12 ] |      |
| 2010年 | 6月15日  | マニフェスト                            | [ 動画 13 ] |      |
| 2010年 | 6月15日  | 携帯電話                                | [ 動画 14 ] |      |
| 2011年 | 1月9日   | DADA                                    | [ 動画 15 ] |      |
| 2011年 | 2月7日   | 狭心症                                  | [ 動画 16 ] |      |
| 2011年 | 2月22日  | 君と羊と青                              | [ 動画 17 ] |      |
| 2012年 | 11月1日  | シュプレヒコール                        | [ 動画 18 ] |      |
| 2013年 | 5月8日   | ドリーマーズ・ハイ                      | [ 動画 19 ] |      |
| 2013年 | 11月13日 | ラストバージン                          | [ 動画 20 ] |      |
| 2013年 | 12月14日 | 会心の一撃                              | [ 動画 21 ] |      |
| 2013年 | 12月15日 | 五月の蝿                                | [ 動画 22 ] |      |
| 2014年 | 1月23日  | 會心一擊                                | [ 動画 23 ] |      |
| 2014年 | 2月3日   | Last Virgin                             | [ 動画 24 ] |      |
| 2014年 | 2月5日   | 実況中継                                | [ 動画 25 ] |      |
| 2014年 | 2月10日  | 회심의 일격                             | [ 動画 26 ] |      |
| 2015年 | 12月22日 | 記号として                              | [ 動画 27 ] |      |
| 2016年 | 8月19日  | 前前前世 (movie ver.)                   | [ 動画 28 ] |      |
| 2016年 | 10月27日 | スパークル [original ver.]              | [ 動画 29 ] |      |
| 2016年 | 11月18日 | 光                                      | [ 動画 30 ] |      |
| 2016年 | 11月23日 | 前前前世 [original ver.]                | [ 動画 31 ] |      |
| 2017年 | 1月25日  | いいんですか? 2017 ver.                 | [ 動画 32 ] |      |
| 2017年 | 5月10日  | 洗脳                                    | [ 動画 33 ] |      |
| 2017年 | 5月12日  | サイハテアイニ                          | [ 動画 34 ] |      |
| 2018年 | 2月7日   | Mountain Top                            | [ 動画 35 ] |      |
| 2018年 | 2月21日  | Shape Of Miracle                        | [ 動画 36 ] |      |
| 2018年 | 6月12日  | カタルシスト                            | [ 動画 37 ] |      |
| 2018年 | 11月13日 | そっけない                              | [ 動画 38 ] |      |
| 2018年 | 12月12日 | 泣き出しそうだよ feat.あいみょん        | [ 動画 39 ] |      |
| 2019年 | 7月18日  | 愛にできることはまだあるかい            | [ 動画 40 ] |      |
| 2019年 | 9月14日  | 祝祭 (Movie edit) feat. 三浦透子        | [ 動画 41 ] |      |
| 2019年 | 11月5日  | 大丈夫                                  | [ 動画 42 ] |      |
| 2020年 | 3月20日  | Light The Light                         | [ 動画 43 ] |      |
| 2020年 | 5月15日  | 猫じゃらし                              | [ 動画 44 ] |      |
| 2020年 | 5月29日  | 猫じゃらし (Orchestra ver.)             | [ 動画 45 ] |      |
| 2020年 | 9月1日   | 夏のせい                                | [ 動画 46 ] |      |
| 2021年 | 4月13日  | 鋼の羽根                                | [ 動画 47 ] |      |
| 2021年 | 8月13日  | RADWIMPS feat. 菅田将暉 - うたかた歌    | [ 動画 48 ] |      |
| 2021年 | 8月18日  | SUMMER DAZE 2021                        | [ 動画 49 ] |      |
| 2021年 | 11月5日  | MAKAFUKA                                | [ 動画 50 ] |      |
| 2021年 | 11月21日 | TWILIGHT                                | [ 動画 51 ] |      |
| 2021年 | 11月26日 | SHIWAKUCHA feat.Awich                   | [ 動画 52 ] |      |
| 2022年 | 3月12日  | うるうびと                              | [ 動画 53 ] |      |
| 2022年 | 8月19日  | 人間ごっこ                              | [ 動画 54 ] |      |
| 2022年 | 11月10日 | カナタハルカ                            | [ 動画 55 ] |      |
| 2023年 | 4月25日  | KANASHIBARI feat.ao                     | [ 動画 56 ] |      |
| 2023年 | 7月7日   | 大団円 feat.ZORN                        | [ 動画 57 ] |      |
| 2024年 | 2月22日  | 正解                                    | [ 動画 58 ] |      |
| 2025年 | 4月30日  | 賜物                                    | [ 動画 59 ] |      |

### バンドスコア
- 無人島で拾ったバンド譜 （2006年7月26日）
- おかずのごはんのバンドの譜面の本 （2007年3月1日）
- アルトベンリーの兵器（2009年9月30日）
- 絶体絶命（2014年4月11日）
- ×と○と罪と（2014年4月25日）
- 人間開花（2016年12月15日）[178]
- ANTI ANTI GENERATION（2019年6月15日）[179]

### 参加作品

#### 映画音楽
- 君の名は。（2016年8月26日公開）[180]
- 天気の子（2019年7月19日公開）[181]
- すずめの戸締まり（2022年11月11日公開）
- 余命10年（2022年3月4日公開）[182]

#### 参加楽曲
- EMI（2010年11月10日）
  - EMI Music Japanのスタジオ「TERRA」の閉鎖を惜しみ、野田洋次郎が呼びかけたことで結成されたユニット「寺子屋」の楽曲。ACIDMAN、the telephones、西川進、フジファブリック、ホリエアツシ（ストレイテナー）、RADWIMPS、吉井和哉という7組のアーティストが参加[183]。作詞：野田洋次郎・吉井和哉、作曲：野田洋次郎。

#### コンピレーション・アルバム
- SUPER TEEN'S!!（2003年10月10日）
  - 「人生 出会い」を収録
- authentica citrus（2005年8月24日）
  - 「夢見月に何想ふ」を収録

### 被カバー曲
- 有心論 - Bank Bandのアルバム『沿志奏逢3』（2010年7月30日発売）に収録[184]。
- タユタ - 絢香のアルバム『遊音倶楽部 〜1st grade〜』（2013年9月4日発売）に収録[185]。
- 25コ目の染色体 - Sotte Bosseのアルバム『Beautiful Life』（2014年6月4日発売）に収録[186]。
- セプテンバーさん - Aimerのシングル『蝶々結び』（2016年8月17日発売）に収録[187]。
- なんでもないや (movie ver.)  - 上白石萌音のミニアルバム『chouchou』（2016年10月5日発売）に収録[188]。
- なんでもないや - 東儀秀樹のアルバム『Hichiriki café』（2017年8月2日発売）に収録[189]。
- Sparkles - 「スパークル」のカバー。Beau Dermottのアルバム『Brave』（2017年9月1日発売）に収録。
- Nandemonaiya (English ver.)  - BENIのアルバム『COVERS THE CITY』（2017年9月13日発売）に収録[190]。
- スパークル (movie ver.)  - コバソロと春茶によるカバー。コバソロのカバーアルバム『これくしょん』（2017年9月27日発売）に収録。
- なんでもないや - サラ・オレインのアルバム『Cinema Music』（2017年10月25日発売）に収録[191]。
- なんでもないや - みゆはんのアルバム『ひきこもり情報弱者』（2018年7月4日発売）に収録[192]。
- 前前前世 (movie ver.)  - まらしぃのアルバム『marasy piano world X』（2018年10月24日発売）に収録[193]。
- なんでもないや - みゆなのミニアルバム『眼』（2019年2月6日発売）に収録[194]。
- ふたりごと - コバソロと春茶によるカバー。コバソロのカバーアルバム『これくしょん2』（2019年2月20日発売）に収録。
- なんでもないや - Lefty Hand Creamのメジャーデビューアルバム『1LDK』（2020年1月22日発売）に収録[195]。
- 前前前世 - ハラミちゃんのアルバム『ハラミ定食 〜Streetpiano Collection〜』（2020年7月1日発売）に収録[196]。
- スパークル - 梶裕貴のアルバム『COVER～STORIES～』（2021年12月15日販売）に収録[197]
- 謎謎 - 二宮和也のアルバム『○○と二宮と 2』（2025年7月1日販売）に収録[198]。

## 受賞とノミネート
| 年   | ノミネート対象               | 賞                                                                          | 結果       |
| ---- | ---------------------------- | --------------------------------------------------------------------------- | ---------- |
| 2002 | もしも                       | YOKOHAMA HIGHSCHOOL MUSIC FESTIVAL 2002                                     | 受賞       |
| 2007 | 有心論                       | SPACE SHOWER Music Video Awards 2007 Best Art Direction                     | 受賞       |
| 2007 | セツナレンサ                 | MTV Video Music Awards Japan 2007 Best Rock Video                           | ノミネート |
| 2008 | オーダーメイド               | MTV Video Music Awards Japan 2008 Best Rock Video                           | 受賞       |
| 2009 | オーダーメイド               | SPACE SHOWER Music Video Awards 2009 Best Your Choice                       | 受賞       |
| 2009 | オーダーメイド               | SPACE SHOWER Music Video Awards 2009 Best Rock Video                        | 受賞       |
| 2009 | RADWIMPS                     | FM FESTIVAL LIFE MUSIC AWARD 2009 Life Music of the Year                    | 受賞       |
| 2009 | おしゃかしゃま               | FM FESTIVAL LIFE MUSIC AWARD 2009 Best Lyric of Life                        | 受賞       |
| 2009 | アルトコロニーの定理         | FM FESTIVAL LIFE MUSIC AWARD 2009 Best Album of Life                        | 受賞       |
| 2010 | アルトコロニーの定理         | 第2回CDショップ大賞                                                         | 入賞       |
| 2010 | おしゃかしゃま               | SPACE SHOWER Music Video Awards 2010 Best Your Choice                       | 受賞       |
| 2010 | おしゃかしゃま               | MTV World Stage VMAJ 2010 Best Rock Video                                   | ノミネート |
| 2011 | マニフェスト                 | SPACE SHOWER Music Video Awards 2011 Best Your Choice                       | 受賞       |
| 2011 | マニフェスト                 | SPACE SHOWER Music Video Awards 2011 Best Shooting Video                    | 受賞       |
| 2011 | DADA                         | MTV Video Music Awards Japan 2011 Best Rock Video                           | ノミネート |
| 2012 | 君と羊と青                   | MTV Video Music Awards Japan 2012 Best Rock Video                           | ノミネート |
| 2014 | ラストバージン               | MTV Video Music Awards Japan 2014 Best Rock Video                           | ノミネート |
| 2016 | 前前前世（movie ver.）       | Billboard JAPAN Radio Songs of the Year 2016                                | 受賞       |
| 2016 | 前前前世（movie ver.）       | Billboard JAPAN Hot Animation of the Year 2016                              | 受賞       |
| 2016 | RADWIMPS                     | SPACE SHOWER MUSIC AWARDS 2016 BEST GROUP ARTIST                            | ノミネート |
| 2016 | RADWIMPS                     | 2016 MTV Europe Music Awards Best Japan Act                                 | ノミネート |
| 2016 | RADWIMPS                     | 第58回日本レコード大賞 特別賞                                               | 受賞       |
| 2017 | RADWIMPS                     | 第71回毎日映画コンクール 音楽賞                                             | ノミネート |
| 2017 | RADWIMPS                     | 第40回日本アカデミー賞 最優秀音楽賞                                         | 受賞       |
| 2017 | RADWIMPS                     | SPACE SHOWER MUSIC AWARDS 2017 ARTIST OF THE YEAR                           | 受賞       |
| 2017 | RADWIMPS                     | SPACE SHOWER MUSIC AWARDS 2017 BEST ROCK ARTIST                             | 受賞       |
| 2017 | 前前前世（movie ver.）       | 第31回日本ゴールドディスク大賞 ベスト5ソング・バイ・ダウンロード            | 受賞       |
| 2017 | なんでもないや（movie ver.） | 第31回日本ゴールドディスク大賞 ベスト5ソング・バイ・ダウンロード            | 受賞       |
| 2017 | 君の名は。                   | 第31回日本ゴールドディスク大賞 サウンドトラック・アルバム・オブ・ザ・イヤー | 受賞       |
| 2017 | 君の名は。                   | 第9回CDショップ大賞                                                         | 入賞       |
| 2017 | 人間開花                     | 第9回CDショップ大賞                                                         | ノミネート |
| 2017 | 棒人間                       | 第93回ザテレビジョンドラマアカデミー賞 ドラマソング賞                       | 受賞       |
| 2018 | RADWIMPS                     | SPACE SHOWER MUSIC AWARDS 2018 BEST GROUP ARTIST                            | ノミネート |
| 2019 | RADWIMPS                     | SPACE SHOWER MUSIC AWARDS 2019 BEST GROUP ARTIST                            | ノミネート |
| 2019 | RADWIMPS                     | SPACE SHOWER MUSIC AWARDS 2019 BEST ACTIVE OVERSEAS                         | 受賞       |
| 2019 | RADWIMPS                     | LINE NEWS AWARDS 2019 アーティスト部門                                      | ノミネート |
| 2019 | カタルシスト                 | SPACE SHOWER MUSIC AWARDS 2019 VIDEO OF THE YEAR                            | 受賞       |
| 2019 | 前前前世（movie ver.）       | 平成アニソン大賞 映画主題歌賞 2010-2019年                                   | 受賞       |
| 2020 | RADWIMPS                     | 第74回毎日映画コンクール 音楽賞                                             | 受賞       |
| 2020 | RADWIMPS                     | 第43回日本アカデミー賞 最優秀音楽賞                                         | 受賞       |
| 2020 | RADWIMPS                     | SPACE SHOWER MUSIC AWARDS 2020 BEST GROUP ARTIST                            | ノミネート |
| 2020 | 天気の子                     | SPACE SHOWER MUSIC AWARDS 2020 BEST SOUNDTRACK                              | 受賞       |
| 2020 | 天気の子                     | 第34回日本ゴールドディスク大賞 アニメーション・アルバム・オブ・ザ・イヤー   | 受賞       |
| 2021 | RADWIMPS                     | SPACE SHOWER MUSIC AWARDS 2021 BEST GROUP ARTIST                            | ノミネート |
| 2022 | 人間ごっこ                   | MTV Video Music Awards Japan 2022 Best Cinematography                       | 受賞       |
| 2023 | RADWIMPS/陣内一真            | 第46回日本アカデミー賞 最優秀音楽賞                                         | 受賞       |
| 2024 | すずめ feat. 十明            | 第8回クランチロール・アニメアワード                                         | ノミネート |

## タイアップ
| 起用年 | 楽曲                                          | タイアップ                                                           |
| ------ | --------------------------------------------- | -------------------------------------------------------------------- |
| 2005年 | 25コ目の染色体                                | テレビ東京『JAPAN COUNTDOWN』12月度エンディングテーマ                |
| 2005年 | 25コ目の染色体                                | テレビ神奈川『音楽缶』12月度テーマソング                             |
| 2006年 | イーディーピー 〜飛んで火に入る夏の君〜       | TBSテレビ『COUNT DOWN TV』2006年1月度オープニングテーマ              |
| 2006年 | ふたりごと                                    | 富山テレビ『bbt music selection』2006年6月度エンディングテーマ       |
| 2006年 | 有心論                                        | CBCテレビ『IMPACT』2006年8月度エンディングテーマ                     |
| 2007年 | ギミギミック                                  | テレビ愛知『a-ha-N varie』2007年7月度エンディングテーマ              |
| 2010年 | 最後の歌                                      | 毎日放送・GAORA『みんなの甲子園』2010年度テーマソング                |
| 2010年 | 携帯電話                                      | 東京メトロ「Find my Tokyo.」CMソング                                 |
| 2011年 | 君と羊と青                                    | 2011年・2012年NHKサッカーテーマソング                                |
| 2015年 | ピクニック                                    | 野田洋次郎主演映画『トイレのピエタ』主題歌                           |
| 2015年 | ‘I’ Novel                                     | 東京メトロのキャンペーン「Find my Tokyo.」CMソング                   |
| 2016年 | 前前前世 [original ver.]                      | アニメーション映画『君の名は。』主題歌                               |
| 2016年 | スパークル (movie ver.)                       | アニメーション映画『君の名は。』主題歌                               |
| 2016年 | 夢灯籠                                        | アニメーション映画『君の名は。』主題歌                               |
| 2016年 | なんでもないや (movie ver.)                   | アニメーション映画『君の名は。』主題歌                               |
| 2017年 | 棒人間                                        | 日本テレビ系 日曜ドラマ『フランケンシュタインの恋』主題歌            |
| 2017年 | サイハテアイニ                                | 日本コカ・コーラ「アクエリアス」CMソング                             |
| 2017年 | Mountain Top                                  | 日中共同製作映画『空海-KU-KAI- 美しき王妃の謎』全世界公開版主題歌    |
| 2017年 | Shape Of Miracle                              | 日中共同製作映画『空海-KU-KAI- 美しき王妃の謎』日本公開版挿入歌      |
| 2017年 | カタルシスト                                  | フジテレビ系「2018 FIFA WORLD CUPロシア大会」テーマソング            |
| 2017年 | なんでもないや                                | KIRIN グリーンラベル「GREEN JUKEBOX」CMソング                        |
| 2018年 | 有心論                                        | KIRIN「淡麗グリーンラベル GREEN JUKEBOX 心編」CMソング               |
| 2018年 | 正解(18FES ver.)                              | NHK 18祭 テーマソング                                                |
| 2019年 | 愛にできることはまだあるかい                  | アニメーション映画『天気の子』主題歌                                 |
| 2019年 | グランドエスケープ (Movie Edit) feat.三浦透子 | アニメーション映画『天気の子』主題歌                                 |
| 2019年 | 風たちの声 (Movie Edit)                       | アニメーション映画『天気の子』主題歌                                 |
| 2019年 | 祝祭 (Movie Edit) feat.三浦透子               | アニメーション映画『天気の子』主題歌                                 |
| 2019年 | 大丈夫 (Movie Edit)                           | アニメーション映画『天気の子』主題歌                                 |
| 2020年 | 猫じゃらし                                    | キリンビバレッジ「午後の紅茶」CMソング                               |
| 2020年 | 叫べ                                          | マンダム「ギャツビーペーパーシリーズ」CMソング                       |
| 2020年 | そっけない                                    | AbemaTV「オオカミくんには騙されない」主題歌                          |
| 2020年 | 夏のせい                                      | Apple Music CMソング                                                 |
| 2021年 | かくれんぼ                                    | NHK 東日本大震災 10年特集ドラマ『あなたのそばで明日が笑う』主題歌    |
| 2021年 | 鋼の羽根                                      | カロリーメイト『この世界で考え続ける人へ』篇CMソング                 |
| 2021年 | うたかた歌                                    | 映画『キネマの神様』主題歌                                           |
| 2021年 | TWILIGHT                                      | 『ONE PIECE』ショートドラマプロジェクト「WE ARE ONE.」主題歌         |
| 2021年 | 桃源郷                                        | ABEMA『恋する♥週末ホームステイ 2021秋 沖縄』主題歌                   |
| 2021年 | MAKAFUKA                                      | スマートフォン向けゲームアプリ「グランサガ (Gran Saga)」テーマソング |
| 2022年 | うるうびと                                    | 映画『余命10年』主題歌                                               |
| 2022年 | 人間ごっこ                                    | TBSテレビ 金曜ドラマ『石子と羽男-そんなコトで訴えます?-』主題歌      |
| 2022年 | すずめ feat. 十明                             | アニメーション映画『すずめの戸締まり』主題歌                         |
| 2022年 | カナタハルカ                                  | アニメーション映画『すずめの戸締まり』主題歌                         |
| 2023年 | KANASHIBARI feat.ao                           | テレビ朝日 テレビ朝日火曜9時枠の連続ドラマ『unknown』主題歌          |
| 2023年 | 大団円 feat. ZORN                             | Jリーグ30周年記念アンセム                                            |
| 2025年 | 賜物                                          | NHK 連続テレビ小説『あんぱん』主題歌                                 |
| 2025年 | 命題                                          | 日本テレビ系『news zero』2025年度テーマソング                        |

## ライブ・イベント

### 出演イベント

#### フェス
| 年   | 出演日         | フェス名                                                      |
| ---- | -------------- | ------------------------------------------------------------- |
| 2005 | 7月24日        | SETSTOCK '05                                                  |
| 2005 | 8月7日         | ROCK IN JAPAN FESTIVAL 2005                                   |
| 2005 | 8月14日        | SUMMER SONIC 05（東京）                                       |
| 2005 | 12月31日       | COUNTDOWN JAPAN 05/06                                         |
| 2006 | 7月23日        | SETSTOCK '06                                                  |
| 2006 | 8月4日         | ROCK IN JAPAN FESTIVAL 2006                                   |
| 2007 | 7月21日        | SETSTOCK '07'                                                 |
| 2007 | 8月5日         | ROCK IN JAPAN FESTIVAL 2007                                   |
| 2008 | 7月26日        | SETSTOCK '08                                                  |
| 2008 | 8月9日         | SUMMER SONIC 08（大阪）                                       |
| 2008 | 8月10日        | SUMMER SONIC 08（東京）                                       |
| 2010 | 5月30日        | ROCKS TOKYO                                                   |
| 2010 | 8月6日         | ROCK IN JAPAN FESTIVAL 2010                                   |
| 2010 | 8月22日        | Sky Jamboree 2010                                             |
| 2012 | 8月10日        | RISING SUN ROCK FESTIVAL 2012 in EZO                          |
| 2012 | 8月18日        | SETSTOCK '12                                                  |
| 2013 | 12月29日       | FM802 ROCK FESTIVAL RADIO CRAZY 2013                          |
| 2013 | 12月31日       | COUNTDOWN JAPAN 13/14                                         |
| 2015 | 8月15日        | SUMMER SONIC 2015（東京）                                     |
| 2015 | 8月22日        | WILD BUNCH FEST. 2015                                         |
| 2015 | 8月29日        | SPACE SHOWER SWEET LOVE SHOWER 2015 -20th ANNIVERSARY-        |
| 2016 | 12月27日       | FM802 ROCK FESTIVAL RADIO CRAZY 2016                          |
| 2016 | 12月31日       | COUNTDOWN JAPAN 16/17                                         |
| 2017 | 7月8日         | 京都大作戦 2017                                               |
| 2017 | 7月28日        | FUJI ROCK FESTIVAL '17                                        |
| 2017 | 7月30日        | 2017 VALLEY ROCK FESTIVAL（ 韓国・利川市）                    |
| 2017 | 8月12日        | ROCK IN JAPAN FESTIVAL 2017                                   |
| 2017 | 8月19日        | MONSTER baSH 2017                                             |
| 2017 | 8月20日        | WILD BUNCH FEST. 2017                                         |
| 2017 | 9月16日        | 混凝草音乐节 CONCRETE & GRASS MUSIC FESTIVAL（ 中国・上海市） |
| 2017 | 11月23日       | ACIDMAN presents SAITAMA ROCK FESTIVAL "SAI"                  |
| 2019 | 4月26日        | Strawberry Music Festival 2019（ 中国・成都市）               |
| 2019 | 4月28日        | Strawberry Music Festival 2019（ 中国・上海市）               |
| 2019 | 8月16日        | SUMMER SONIC 2019（大阪）                                     |
| 2019 | 8月17日        | SUMMER SONIC 2019（東京）                                     |
| 2021 | 8月14日        | ROCK IN JAPAN FESTIVAL 2021（開催中止）                       |
| 2021 | 8月20日        | FUJI ROCK FESTIVAL '21                                        |
| 2021 | 9月19日        | WILD BUNCH FEST. 2021（開催中止）                             |
| 2023 | 8月11日        | ROCK IN JAPAN FESTIVAL 2023                                   |
| 2025 | 7月27日        | FUJI ROCK FESTIVAL '25                                        |
| 2025 | 8月23日        | WILD BUNCH FEST. 2025                                         |
| 2025 | （出演日未定） | Let’s Rock Festival （ 韓国・ソウル）                         |
| 2025 | 9月21日        | ROCK IN JAPAN FESTIVAL 2025                                   |

#### ライブイベント
- FM802 アートストリーム リバーサイドライブ[277][注釈 20]（2004年10月23日/湊町リバープレイス）
- MINAMI WHEEL 2004[278][279]（2004年10月24日/大阪 アメリカ村DROP）
- J-WAVE Spunky Jones Garage[225][280]（2005年2月18日/Shibuya O-WEST）
- FUNKY802 WEBMATE plus CARD 1st ANNIVERSARY SPRING GAMES（2005年4月10日/心斎橋CLUB QUATTRO[225]）
- ライヴサン（2005年5月15日/名古屋 久屋大通公園もちの木広場[225]）
- スペースシャワー列伝 第五十七巻 え？もう五周年！の宴 INオオサカ[225][281][282]（2005年12月3日/大阪 ベイサイドジェニー）
- an presents 渡辺真理のDreamin'Night DN LIVE[282][283]（2005年12月18日/品川 ステラボール）
- ROCK KIDS 802 Honda LIFE FUTURE TRAX SPECIAL LIVE “BIG UP”（2006年1月21日/大阪 Shangri-La）[282]
- MINAMI WHEEL 2006[230][284]（2006年10月7日/大阪 BIG CAT）
- ZIP SUPER SQUARE[285]（2006年10月8日/名古屋 久屋大通公園）
- MTV ADVANCE WARNING LIVE[230]（2006年11月10日/Shibuya O-EAST）
- HTB 夢チカLIVE VOL.24[230][286]（2006年11月23日/札幌 KRAPS HALL）
- JAPAN CIRCUIT vol.40[230][286]（2006年11月25日/SHIBUYA-AX）
- LOVEの今日ここ大阪にいるという事[287][288]（2016年3月12日/大阪 サンケイホールブリーゼ/桑原彰のみ出演）
- ロックロックこんにちは! 20th Anniversary Special 〜R2 need U, I need U〜[289][290]（2016年7月9日/大阪城ホール）
- LOVE Live 2016〜360°ワンマン・ 十七夜月の願いは叶うと聞きまして〜[291][292]（2016年7月22日/代官山LOOP/武田祐介のみ出演）
- J-WAVE THE BASS DAY LIVE 2017（2017年11月11日/赤坂BLITZ/武田祐介のみ出演）
- 『君の名は。』オーケストラコンサート（2017年12月4日・5日/東京国際フォーラム・ホールA）

## 出演

### テレビ
元々は一切のテレビ出演がなかったが、2016年8月の「ミュージックステーション」初出演を皮切りにテレビパフォーマンスを行うようになった。
山口が休止する2015年以前の過去曲は1度もテレビで披露されていなかったが、2022年11月28日放送の「CDTVライブ!ライブ!」で「DADA」と「ふたりごと」が披露された。
NHK紅白歌合戦出場歴
| 年度   | 放送回 | 回 | 曲目                           |
| ------ | ------ | -- | ------------------------------ |
| 2016年 | 第67回 | 初 | 前前前世 [original ver.]       |
| 2019年 | 第70回 | 2  | 天気の子紅白スペシャルメドレー |

その他のテレビ出演歴
| 番組名                   | 放送日         | 回 | 曲目                                                                                    |
| ------------------------ | -------------- | -- | --------------------------------------------------------------------------------------- |
| ミュージックステーション | 2016年8月26日  | 初 | 前前前世 (movie ver.)                                                                   |
| SONGS                    | 2016年11月24日 | 初 | 棒人間 AADAAKOODAA 告白 トアルハルノヒ                                                  |
| 18祭                     | 2018年10月8日  | 初 | 万歳千唱 正解 [18FES VER.]                                                              |
| ミュージックステーション | 2019年8月9日   | 2  | グランドエスケープ feat.三浦透子 愛にできることはまだあるかい                           |
| ｢天気の子｣と僕ら         | 2019年11月4日  | 初 | 祝祭 feat.三浦透子 愛にできることはまだあるかい グランドエスケープ feat.三浦透子 大丈夫 |
| みんなの卒業式           | 2020年3月24日  | 初 | 正解 [18FES VER.]                                                                       |
| ミュージックステーション | 2020年5月8日   | 3  | 新世界                                                                                  |
| FNS歌謡祭 2020夏         | 2020年8月26日  | 初 | 夏のせい                                                                                |
| ミュージックステーション | 2020年9月4日   | 4  | 夏のせい                                                                                |
| 3.11 10年 そしてこれから | 2021年3月13日  | 初 | あいたい                                                                                |
| ミュージックステーション | 2021年8月20日  | 5  | うたかた歌 feat. 菅田将暉                                                               |
| ミュージックステーション | 2022年11月11日 | 6  | すずめ feat. 十明 カナタハルカ                                                          |
| CDTVライブ!ライブ!       | 2022年11月28日 | 初 | 人間ごっこ 前前前世 (movie ver.) DADA ふたりごと すずめ feat. 十明 カナタハルカ         |

### ラジオ
- RADWIMPSの金9!（2005年4月1日 - 2006年3月31日 FM横浜）
- HEAT PHONICS Feat.RADWIMPS（2005年4月6日 - 2006年3月 ZIP-FM）
- SCHOOL OF LOCK! 内「RAD LOCKS!」（2007年4月3日 - 9月25日、2009年3月11日 - 5月27日、2011年4月4日 - 5月30日、2016年10月5日 - 12月28日 TOKYO FM・JFN系列）
- SCHOOL OF LOCK! 内「ミニRAD LOCKS!」（2011年1月31日 - 2月3日 TOKYO FM・JFN系列）

### 映画
- RADWIMPSのHESONOO Documentary Film（2016年3月11日公開）[293]

### CM
- Apple Music — 心動かすあの音楽を、いつでも手の中に。（2020年7月24日公開）

## 味噌汁's
曲を作るたびに曲調が大きく変化するため、「曲を作るたびにバンド名を変えよう」という話が出たことがあり、実際に作られたのが「味噌汁's」（みそしるズ）である。
メンバー全員が大きく「味」と書かれた赤いTシャツを着て、鼻眼鏡をかけて演奏する。RADWIMPSとはまったく別のバンドで、メンバーも別人とされている。
味噌汁'sの楽曲
- 「ジェニファー山田さん」（RADWIMPSのシングル『有心論』のカップリング曲）
- 「夜泣き」（RADWIMPSのアルバム『RADWIMPS 4〜おかずのごはん〜』のシークレットトラック）
- 「にっぽんぽん」（RADWIMPSのシングル『五月の蝿/ラストバージン』のカップリング曲）

2014年にEMIミュージック・ジャパンからメジャーデビューすることが発表され、5月7日にノートシングル『OKAN GOMEN』（タワーレコード限定販売）を、5月28日にメジャーデビューアルバム『ME SO SHE LOOSE』をそれぞれ発売した。また、『ME SO SHE LOOSE』収録曲「お年玉 〜TOUDAIMOTOKURASHI〜」のミュージックビデオが制作された。監督は朝日恵里。
2015年7月1日にはDVDとCDがセットになった作品『MISO TV & SONGS』が発売された。

### メンバー
- ジョン - ボーカル、作詞、作曲
- ポール - ギター
- マッカー - ドラム
- トニー - ベース

### ディスコグラフィ
バンドスコア
- ME SO SHE LOOSE（2014年7月25日）

### ライブ
2007年のライブツアー「春巻き」や、2013年の野外ライブ「青とメメメ」など、RADWIMPSのライブに参加。
2014年5月28日、メジャーデビュー記念イベント「第1回全国お味噌の会」をZepp Tokyoにて開催。Ustreamで生中継され、Zepp Nambaではライブビューイングも行われた。司会は、落合健太郎。「青とメメメ」でのライブ映像の上映や、ポールをゲストに招いたトークショーを行った。メンバー全員登場のシークレットライブも行われ、「OKAN GOMEN」、「にっぽんぽん」、「TENDON」の3曲を披露した。
2014年9月13日、氣志團主催のライブイベント「氣志團万博2014 〜房総大パニック!超激突!!〜」に出演。

### コラボレーション
2014年、マルコメ株式会社とのコラボレーションプロジェクト「“新しい味噌汁”共同開発プロジェクト」を行うことを発表。
2014年9月13日、味噌汁'sが出演した「氣志團万博2014 〜房総大パニック！超激突!!〜」の会場に、味噌汁'sのトレードマークである鼻メガネをかけたマルコメくんを描いたコラボキッチンカーが登場。
2015年1月30日 - 2月8日、表参道に期間限定で「ロックを聴かせた味噌カフェ」をオープン。前日の1月29日にはオープニングイベントを実施し、ポールがサプライズゲストとして登場した。
2015年2月、即席みそ汁「味噌汁's 監修 ロックを聴かせた味噌汁」発売。長野の標高1000mにある蔵に、ポールが赴きギター演奏を聴かせたり、ポール、マッカー、トニーが工場で、製造ラインや樽に向かって行った演奏を聴かせた味噌を使用。また、ポール、マッカー、トニーがロック調にアレンジした「ふるさと」をダウンロードできるコードを封入。
2015年3月13日 - 15日、大阪に期間限定で「ロックを聴かせた味噌カフェ」をオープン。最終日の3月15日には、ポールがゲスト出演した、FM802による公開収録も行われた。